# El miedo
El miedo es un relato de Guy de Maupassant escrito en 1882 y publicado en 1883 en la antología de “Cuentos de la Bécasse”

## Sinopsis
La historia empieza en un barco que navega por el mediterráneo con destino a África. Después de la cena la tripulación se encuentra en la cubierta escuchando el relato del comandante acerca del naufragio que sufrió años atrás y del miedo que experimentó.
No obstante, uno de los presentes duda del sentimiento de miedo del comandante, explica que un hombre enérgico nunca siente miedo en situaciones de peligro ni cuando la muerte es inminente, pues el miedo es un sentimiento diferente, terrible que se deriva de la incertidumbre y concluye "el miedo real es una reminiscencia del terror pasado".
Para probar su punto de vista el hombre cuenta dos historias:

### En África en un desierto al sur de Ouargla
En la historia relata una expedición en el desierto a la que iba acompañado por un par de amigos y algunos guías. Después de mucho tiempo de cabalgar entre las dunas, acalorados y cansados, escuchan un grito y el redoble de un tambor en la cercanía, sin embargo, les era imposible determinar de donde venía.
El terror los invade ya que el sonido, familiar para aquellos que conocen el desierto, es de mal augurio. En ese momento, uno de los amigos se colapsa y cae muerto de su caballo por el exceso de calor. El miedo acompañado del incesante y desconocido sonido se apodera entonces del hombre.

### En un bosque en el noreste de Francia
La historia se desarrolla en un bosque en Francia un día de invierno. El personaje principal iba de caza acompañado por un campesino de la zona que hacía de guía. Debido al mal tiempo la noche había caído antes de lo previsto y decidieron buscar un refugio para dormir. Los miedos son diversos y uno que me persigue siempre es "el miedo a morir".
Encuentran hospedaje en la casa de un viejo guardabosques, quién vive con su esposa y sus dos hijos. Al llegar encuentran al guardabosques sentado en una silla con un arma cargada en la mano. Este último espera la venida del espíritu de un cazador asesinado en ese lugar esa noche dos años atrás y quien lo había visitado el año anterior.
En el transcurso de la noche mientras todos esperan impacientes la llegada del espíritu, el perro del guardabosques empieza a ladrar desconsoladamente hacia donde habían sucedido los hechos. El perro ladra sin cesar durante casi una hora hasta que el guardabosques lo saca a fin de tener un poco de paz. Sin embargo, se escucha como alguien merodea alrededor de la cabaña, rasguña las paredes y se asoma por los huecos. Todos están paralizados en el interior, un silencio abrumador se instala y solo se escucha al intruso fuera de la casa. Repentinamente se ve una cara en la ventana y el guardabosques dispara; al hombre lo invade entonces un sentimiento de miedo que paraliza su corazón, su alma y su cuerpo...